# Helmut Orpel
Helmut Orpel (* 1955 in Grünstadt) ist ein deutscher Kunsthistoriker und Schriftsteller, der in Mannheim lebt.

## Leben
Helmut Orpel studierte Kunstgeschichte, Philosophie und spanische Literaturwissenschaft an der Universität Heidelberg. 1995 promovierte er über politische Kunst in Spanien. Während und nach dem Studium arbeitete er als freier Redakteur bei verschiedenen Kunstzeitschriften und veröffentlichte zahlreiche Texte zu Kunstthemen. 1995 gründete Orpel die Kunstzeitschrift ArtProfil und war dort bis 2007 Herausgeber und Chefredakteur. Mehrere Jahre leitete er eine Galerie für moderne Kunst und organisierte internationale Kunstausstellungen. Von 1994 bis 1999 war er für die Grünen Mitglied des Gemeinderats der Stadt Mannheim. Helmut Orpel war Lehrbeauftragter an der Hochschule Mannheim und am UIW European Study Center, Heidelberg. Er arbeitet als freier Journalist, Dozent und Lehrer für Deutsch als Fremdsprache. Außerdem schreibt er Erzählungen und Romane. Von 2008 bis 2014 war Orpel Vorsitzender des "Literarischen Zentrums Rhein-Neckar e.V. 'Räuber 77'", das unter anderem den Mannheimer Literaturpreis der Räuber ´77 (früher: Mannheimer Heinrich-Vetter-Literaturpreis) ausschreibt. Seit Mai 2025 ist Orpel Mitglied des PEN-Zentrums Deutschland.

## Werke (Auswahl)
Belletristik
- Von surrealistischen und anderen Engeln. Roman. Edition Syntax, Mannheim 1999, ISBN 3-9806920-0-0.
- Die Lichter dieser Welt. Roman. Kontrast-Verlag, Pfalzfeld 2008, ISBN 978-3-941200-00-5.
- Tödliche Illusionen. Kriminalroman. Verlag Wellhöfer, Mannheim 2010, ISBN 978-3-939540-53-3.
- Erntezeit. Kriminalroman. Verlag Wellhöfer, Mannheim 2011, ISBN 978-3-939540-71-7.
- Tintorettos Geheimnis`.Kunstkrimi. Worms Verlag, Worms 2015, ISBN 978-3-944380-15-5.
- Der König von Burgund. Kunstkrimi. Worms Verlag, Worms 2017, ISBN 978-3-944380-70-4.
- Der Totentanz von Beram. Kunstkrimi. Worms Verlag, Worms 2020, ISBN 978-3-947884-19-3.
- Die Erfindung der Wirklichkeit. Kunstkrimi. Worms Verlag. Worms 2022, ISBN 978-3-947884-80-3
- Die Kinder der Via Gluck. Roman über die Wechselfälle des Lebens. Kontrast Verlag, Pfalzfeld 2024, ISBN 978-3-86447201-5

Sachbücher
- Roberte Holly-Logeais, Karl Unverzagt: Farbholzschnitt-Prägedrucke. Friedrich Kantzenbach, Helmut Orpel. Philipp Rüttger, Heidelberg 1996, ISBN 3-9804799-2-7.
- 10 Jahre Galerie Fuchsthal. Ein Mekka für Graphikfreunde im Allgäu. In: Graphische Kunst. Jg. 61 (2003), S. 50–52, ISSN 0342-3158
- Michael Leu, Michael Leu Fine Arts Gallery, San Francisco USA, 2003, ISBN 0-9749038-1-7.
- Atelier-Ansichten. Artwerk-Verlag, Dortmund.
  - Band 1. 2006, ISBN 3-938927-06-2.
  - Band 2 Marina Ballnus-Leonhard, Monika Baltes, Anne-Lise Buchheit-Dupré, Monika Bozem, Gisela Cruse. 2007, ISBN 978-3-938927-18-2.
- Janosch. Galerie am Dom, Wetzlar 2007 (Ausstellungskatalog).
- Maximilian Delius. Bronzeplastiken. Edition Horst Vogel, Sandhausen 2008
- Hans Sisa. Dämonie und Poesie. Joseph Führinger, Carl Aigner, Helmut Orpel. Art Larson, Tiefenfuchs, Österreich, 2008,  ISBN 978-3-85252-904-2
- Handbuch des Deutschen Kunsthandels, Der Kunsthandel Verlag, Neu-Isenburg 2009, ISBN 978-3-00-026601-0.
- Victor Safonkin, Worms-Verlag, Worms 2012, ISBN 978-3-936118-65-0.
- Karl Otto Götz. Lithographien 1983–2004. Galerie Uwe Opper, Kronberg 2014, ISBN 3-924831-08-4.
- Georgia Berlin Galerie (Hrsg.): Zaza Tuschmalischvili Einsichten Georgien – Berlin / Insights Georgia Berlin, Berlin 2014. Mit Beiträgen von Brigitta Schrade, Dr. Helmut Orpel und Annilie Hillmer. ISBN 978-3-00-044459-3.
- Dora Maar. Schlaglichter auf ihr Leben und Werk. Darmstadt 2016, ISBN 978-3-9807018-3-9.
- Titus Lerner. Bilder und Skulpturen. Ingeborg Lachaussee, Beate Reifenscheid, Ulrike Fuchs, Helmut Orpel u. a., Witten 2019. ISBN 978-3-946445-25-8.
- Farbe, die den Raum erobert. Katja Nellmann, Helmut Orpel. Galerie Klaus Braun, Stuttgart, 2021, ISBN 978-3-948818043
- Der Hochaltar der Sankt Valentinskirche in Mertesheim. Festschrift 1250 Jahre Mertesheim, Herausgeber: Gemeinde Mertesheim 2021
- Warum 2022 nicht 1832 ist, Texte gegen den Missbrauch des Hambacher Festes. Wilhelm Kreuz, Bernd Köhler, Ulrich Riehm, Helmut Orpel u. a. Nomadenpress edition 3, Neustadt, Mai 2022. ISBN 978-3-948167-05-9